# Реферативный перевод
Реферати́вный перево́д — разновидность перевода, при которой происходит сжатие основного содержания исходного текста на одном языке средствами другого, переводящего языка.
С одной стороны, реферативный перевод представляет собой форму реферирования и смысловую редукцию текста. С другой стороны, он подходит под определение перевода как передачи информации, содержащейся в определённом произведении, средствами другого языка.
При реферативном переводе ведущей языковой трансформацией является трансдукция.
Как и при реферировании, реферативный перевод предполагает выборочный подход к определению исходного уровня компонентов содержания исходного текста. В ходе вычленения основного смысла коммуникативных блоков более высокого уровня, чем предложение, наравне с отдельными словами и словосочетаниями могут опускаться целые предложения и абзацы.

## Основные этапы реферативного перевода
- Выделение ключевых фрагментов;
- Полное или частичное перефразирование части выделенных ключевых фрагментов;
- Обобщение смысловых частей реферируемого текста и их трансдукция на языке перевода;
- Изложение полученного ряда трансдуктов (конечного текста) при условии введения в конечный текст переходных элементов, подсказываемых логикой развития мысли.